# Samuel LaVoice
Samuel "Sam" LaVoice (agosto de 1882 — 6 de abril de 1905) foi um ciclista olímpico estadunidense. Representou sua nação nos Jogos Olímpicos de Verão de 1904.